# Debby Ryan

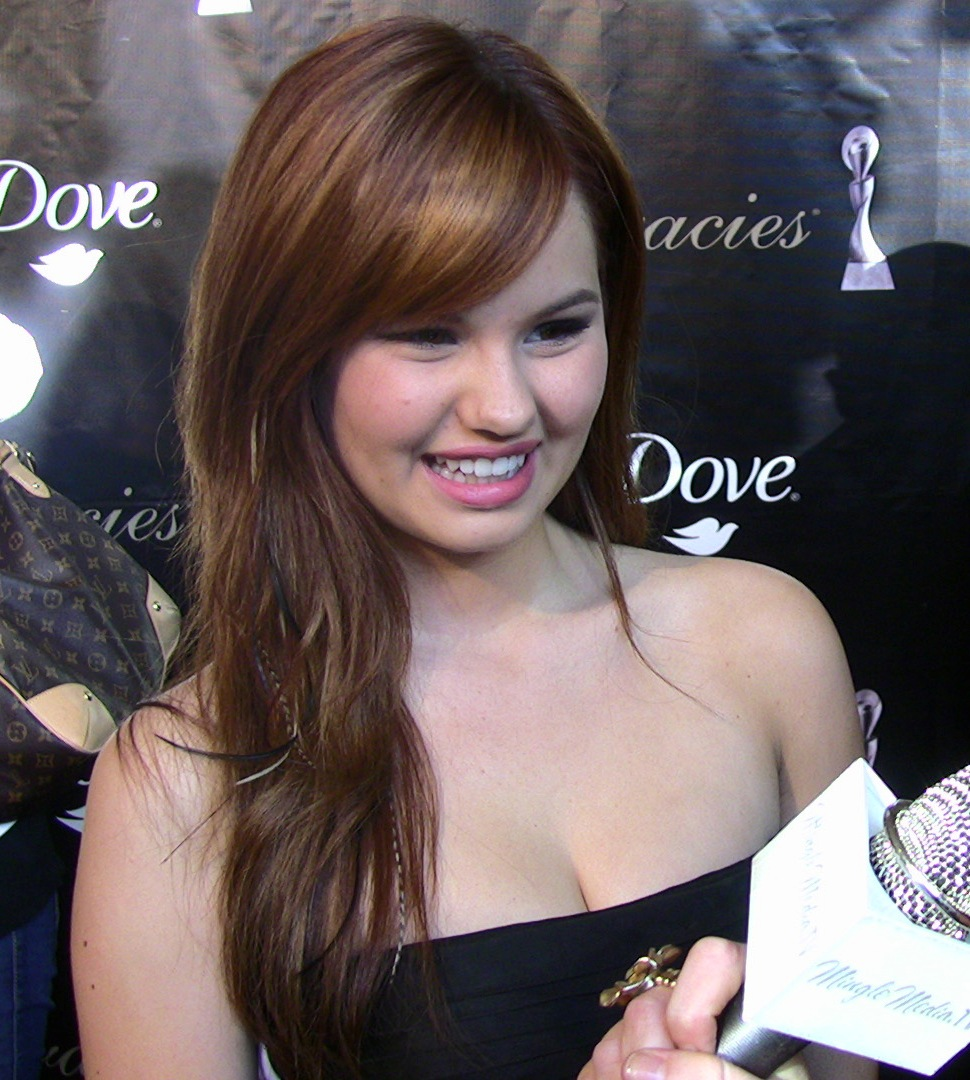
2011-ben a 36. Gracie Awards Gálán

Deborah Ann Ryan (Huntsville, 1993. május 13. –) amerikai színésznő, énekesnő.
Legismertebb alakítása Bailey Pickett 2008 és 2011 között futott Zack és Cody a fedélzeten című sorozatban. Szerepelt a Jessie című sorozatban is.
2013 és 2015 között a The Never Ending zenekarban énekelt.

## Ifjúkora
Az Alabama állambeli Huntsville-ben született. Hétéves koráig itt nevelkedett, majd szüleivel átköltöztek Németországba, ahol színházakban lépett fel. 3 év múlva tízéves korában visszaköltöztek az Amerikai Egyesült Államokba. Középiskolában sokat bántották, mivel kabala  volt és tagja a sakk klubnak.

## Pályafutás
Első szerepe a Barney és barátai című sorozatban volt. Ezután több reklámban szerepelt. Majd a The Longshots című filmben megkapta Edith szerepét. Színészi karrierje 2007-ben a Disney Channelhez került, és itt megkapta Bailey Pickett szerepét a Zack és Cody a fedélzeten című sorozatban. A sorozat nagy sikert aratott Amerikában és 2008-ban a legnézettebb sorozat volt a Disney Channel-en. 2010-ben a 16 kívánság című film főszereplőjét Abbyt alakította. Szintén 2010-ben még a Mi lenne, ha… című filmben a főszereplő lányát is eljátszotta.
Testvére Chase Ryan ugyancsak énekes. Debby tud játszani gitáron és zongorán, ezt kihasználva zenéket kezdett írni a bátyjával. Az elkészült számokat a 2009 júliusában induló "Terrific Teen Tour" turnén adta volna elő, de lemondták. The tour would have been Ryan's debut as a live musician. A turnén részt vett még Mitchel Musso, Jasmine Richards és Savannah Outen is. 2011-ben a Zack és Cody egy ikerkísérletben című filmben szerepelt. 2011-ben saját sorozatot kapott Jessie című sorozatban. 2012-ben megalapította a The Never Ending nevű bandát. 2014-ben a Muppet-krimi: Körözés alatt című filmben szerepelt. 2014-ben zenekara kiadta a Mulholland Drive című kislemezt. 2015-ben szerepelt a Riley a nagyvilágban című sorozat egyik epizódjában. 2015-ben megjelent a második kislemeze Secondhand címmel. 2016-ban a Sing It! című sorozatban szerepelt.
2018 és 2020 között A telhetetlen című sorozatban szerepelt. 2020-ban szerepelt A lovas lány című filmben szerepelt.

## Magánélete
Keresztény. 2013-ban megismerkedett a Twenty One Pilots dobosával, Josh Dunnal. 2016-ban letartóztaták ittas vezetés miatt. 3 év próbaidőszakot kapott.
2019. december 31-én feleségül ment Josh Dunhoz.

## Filmográfia
| Film | Film                              | Film                              | Film                       | Film                                                        | Film                                    |
| Év   | Cím                               | Eredeti cím                       | Szerep                     | Magyar hang                                                 | Megjegyzések                            |
| ---- | --------------------------------- | --------------------------------- | -------------------------- | ----------------------------------------------------------- | --------------------------------------- |
| 2007 |                                   | Barney: Let's Go to the Firehouse | Tini                       |                                                             | DVD                                     |
| 2008 |                                   | The Longshots                     | Edith                      |                                                             | Metro-Goldwyn-Mayer film                |
| 2010 | Mi lenne, ha…                     | What If...                        | Kimberley                  |                                                             | főszerep, független film                |
| 2010 | 16 kívánság                       | 16 Wishes                         | Abby Jensen                | Kálmánfi Anita                                              | főszerep; Disney Channel eredeti filmje |
| 2011 | Zack és Cody egy ikerkísérletben  | The Suite Life Movie              | Bailey Pickett             | Lamboni Anna (1. szinkron) Bogdányi Titanilla (2. szinkron) | főszerep; Disney Channel eredeti filmje |
| 2011 |                                   | The Hangover Hollywood            | Önmaga                     |                                                             | rövidfilm                               |
| 2012 | Rádió-Láz                         | Radio Rebel                       | Tara Adams / Rádiós Lázadó | Bogdányi Titanilla                                          | főszerep; Disney Channel eredeti filmje |
| 2012 | Csingiling: A szárnyak titka      | Secret of the Wings               | Dér                        | Nádasi Veronika                                             | hang                                    |
| 2013 | Legszebb, legrosszabb karácsonyom | Kristin's Christmas Past          | Haddie                     |                                                             | televíziós film                         |
| 2014 | Muppet-krimi: Körözés alatt       | Muppets Most Wanted               | Savana                     |                                                             |                                         |
| 2017 |                                   | Rip Tide                          | Cora                       |                                                             |                                         |
| 2018 | Nap nap után                      | Every Day                         | Jolene, Rhiannon nővére    | Bogdányi Titanilla                                          |                                         |
| 2018 | A partiállat                      | Life of the Party                 | Jennifer                   |                                                             |                                         |
| 2018 |                                   | Grace                             | Nicole                     |                                                             |                                         |
| 2020 | A lovas lány                      | Horse Girl                        | Nikki                      |                                                             |                                         |
| 2020 |                                   | The Opening Act                   | Jen                        |                                                             |                                         |
| 2021 | Az éjszaka fogai                  | Night Teeth                       | Blaire                     | Bogdányi Titanilla                                          |                                         |

## Sorozatai
| Film      | Film                              | Film                              | Film                     | Film                                        | Film |
| Év        | Cím                               | Eredeti cím                       | Szerep                   | Megjegyzések                                |      |
| --------- | --------------------------------- | --------------------------------- | ------------------------ | ------------------------------------------- | ---- |
| 2006      | Barney és barátai                 | Barney and Friends                | Debby                    | mellékszereplő                              |      |
| 2008–2011 | Zack és Cody a fedélzeten         | The Suite Life on Deck            | Bailey Pickett           | főszereplő magyar hangja Andrádi Zsanett    |      |
| 2008      |                                   | Jonas Brothers: Living the Dream  | önmaga                   | 1 epizód                                    |      |
| 2009      | Hannah Montana                    | Hannah Montana                    | Bailey Pickett           | 1 epizód                                    |      |
| 2009      | Varázslók a Waverly helyből       | Wizards of Waverly Place          | Bailey Pickett           | 1 epizód                                    |      |
| 2011      | A kísértetek órája                | R.L. Stine's The Haunting Hour    | Debby                    | 1 epizód                                    |      |
| 2011      |                                   | PrankStars                        | önmaga                   | 1 epizód                                    |      |
| 2011      |                                   | Disney's Friends for Change Games | önmaga                   | versenyző                                   |      |
| 2011      | Doktor Addison                    | Private Practice                  | Hayley                   | 1 epizód                                    |      |
| 2011–2015 | Jessie                            | Jessie                            | Jessie Prescott          | főszereplő magyar hangja Bogdányi Titanilla |      |
| 2012      | Zeke és Luther                    | Zeke and Luther                   | Courtney Mills           | 1 epizód                                    |      |
| 2012      | Glades – Tengerparti gyilkosságok | The Glades                        | Christa Johnson          | 1 epizód                                    |      |
| 2012      | Austin és Ally                    | Austin & Ally                     | Jessie Prescott          | 1 epizód                                    |      |
| 2013      |                                   | We Day                            | önmaga                   | műsorvezető                                 |      |
| 2013      |                                   | The Coppertop Flop Show           | önmaga                   | 2 epizód                                    |      |
| 2013      | Sok sikert, Charlie!              | Good Luck Charlie                 | Jessie Prescott          | 1 epizód                                    |      |
| 2014      | Szuperdokik                       | Mighty Med                        | Jade / Remix             | 1 epizód                                    |      |
| 2014      | A Pókember elképesztő kalandjai   | Ultimate Spider-Man               | Jessie Prescott (hang)   | 1 epizód                                    |      |
| 2014      |                                   | Fashion Police                    | önmaga                   | vendég mentor                               |      |
| 2015      | Riley a nagyvilágban              | Girl Meets World                  | Aubrey                   | 1 epizód                                    |      |
| 2015      | Goldie és Mackó                   | Goldie & Bear                     | Thumbelina (hang)        | 1 epizód                                    |      |
| 2016      | Laura rejtélyei                   | The Mysteries of Laura            | Lucy Diamond             | mellékszereplő                              |      |
| 2016      |                                   | Sing It!                          | Holli Holiday            | főszereplő                                  |      |
| 2017      |                                   | Daytime Divas                     | Maddie Finn              | 2 epizód                                    |      |
| 2017      |                                   | The Talk                          | önmaga                   | műsorvezető                                 |      |
| 2018–2019 | A telhetetlen                     | Insatiable                        | Patricia "Patty" Bladell | főszereplő magyar hangja Bogdányi Titanilla |      |

## Videóklipek
- 2010: Deck the Halls
- 2010: A Wish Comes True Every Day

## Diszkográfia
Dalok
- TBA: "Adios"[28]
- 2009: I'm A Country Girl from Zack és Cody a fedélzeten
- 2010: Hakuna Matata from DisneyMania 7
- 2010: A Wish Comes True Everyday from 16 Wishes
- 2010: Open Eyes from 16 Wishes
- 2010: Deck the Halls from The Search for Santa Paws